# Expectorant
Un expectorant (del llatí:  expectorāre que significa ex, fora de, i pectus-ŏris que significa: pit). és aquella substància, fàrmac o medicament que provoquen un augment de l'expectoració per liqüefacció de la secreció bronquial (secretolítics) o per estimulació dels fenòmens de transport de la mucosa bronquial. En qualsevol cas, aquestes substàncies ajuden a expulsar les secrecions dels bronquis produïdes per malalties de l'aparell respiratori com la bronquitis o l'asma i que sovint cursen amb tos.

## Expectorant vegetals
Hi ha molt expectorant d'origen vegetal i entre ells cal destacar: 
- Myroxylon toluifera
- Hyssopus officinalis
- Cetraria islandica
- Lobelia inflata
- Polygala senega
- Glycyrrhiza glabra
- Sambucus nigra
- Symphytum officinale
- Tussilago farfara
- Thymus vulgaris